# 小花花旗杆
小花花旗杆（学名：Dontostemon micranthus）为十字花科花旗杆属下的一个种。

## 扩展阅读
- 維基物種上的相關：小花花旗杆